# Metasia grootbergensis
Metasia grootbergensis là một loài bướm đêm trong họ Crambidae.